# Пікінер

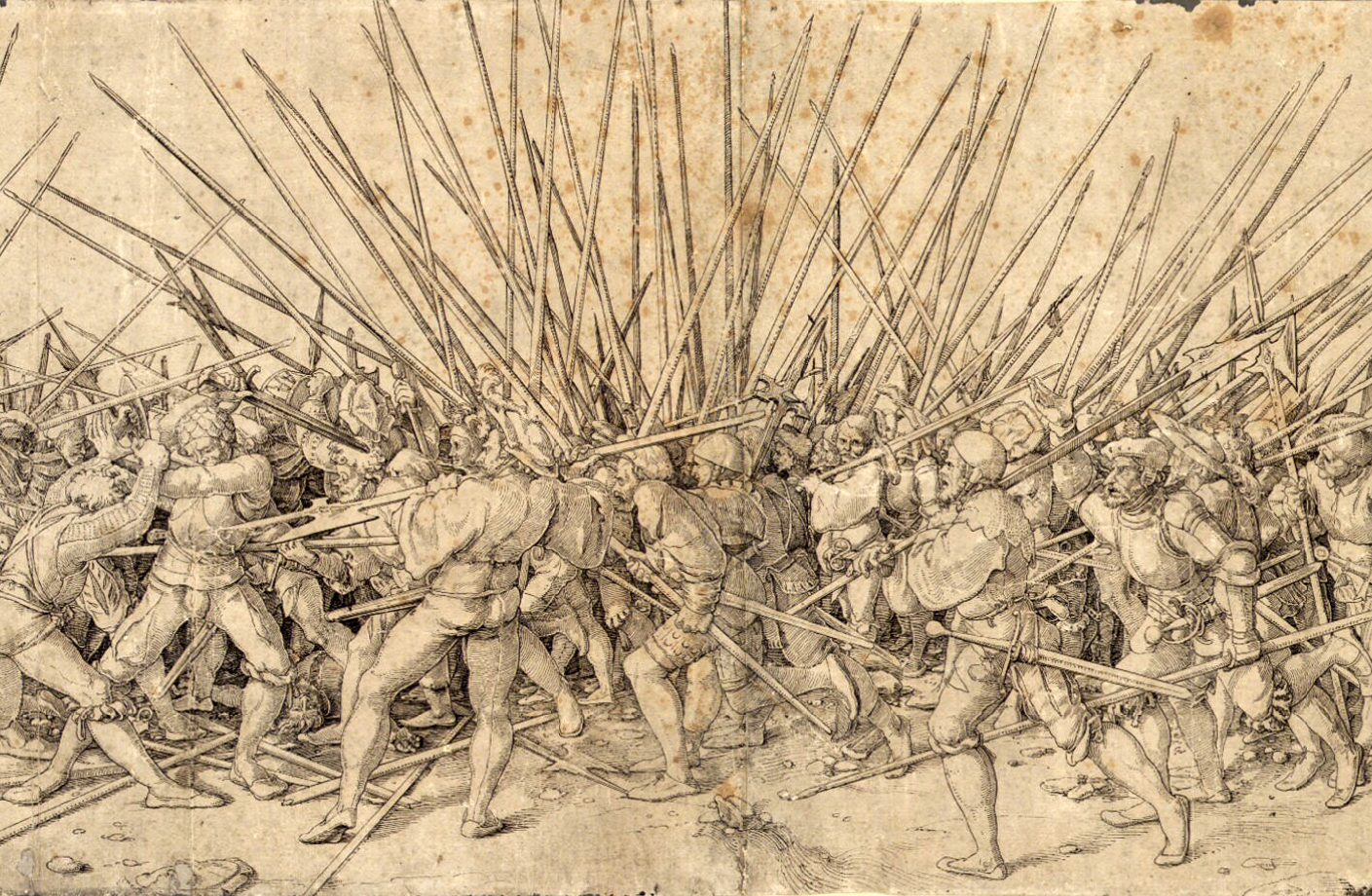
Бій між пікінерами під час Італійських воєн.

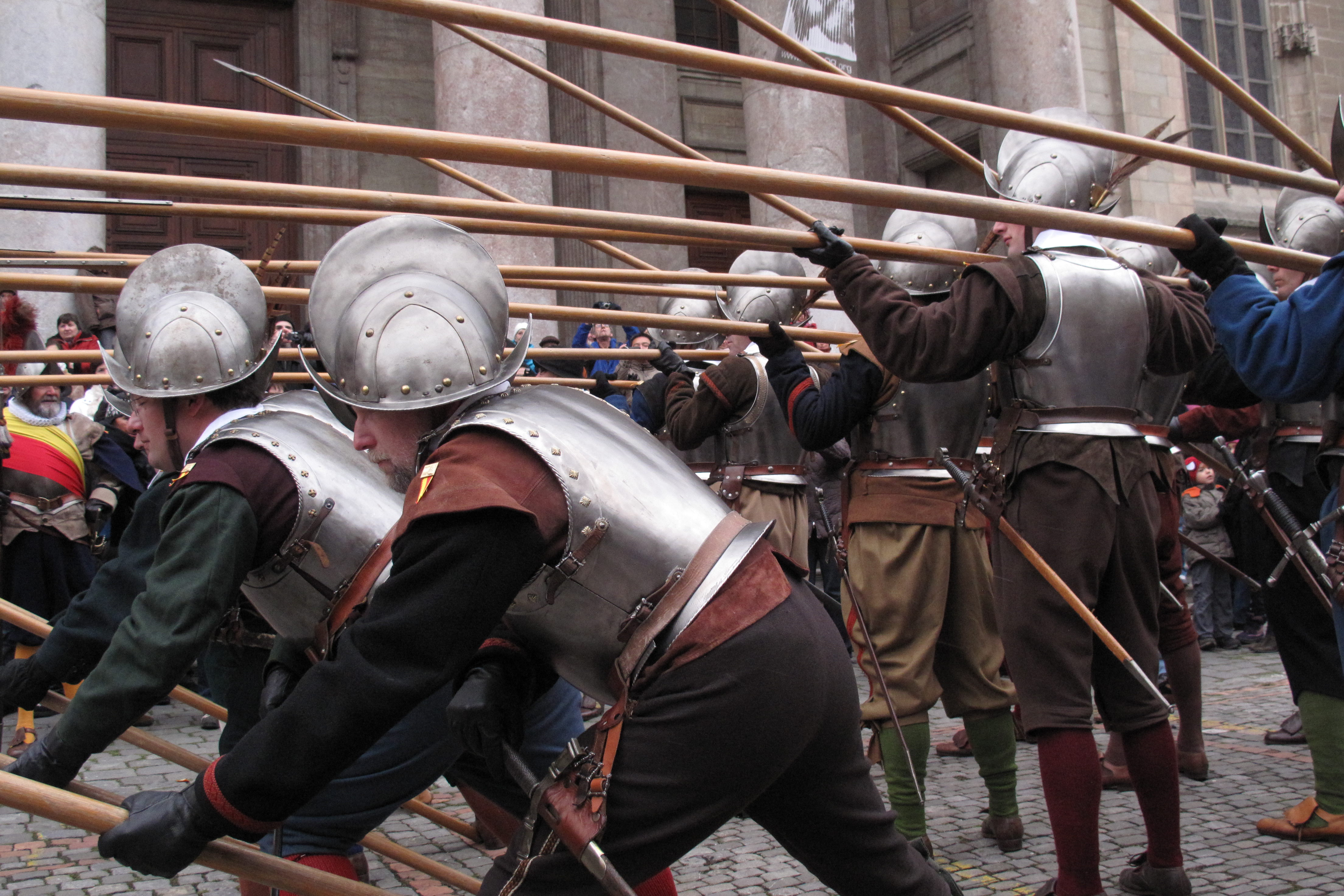
Перша шеренга тримає піки в положенні для статичного захисту від кавалерії (charge for horse), друга — для завдання уколів (charge pike)

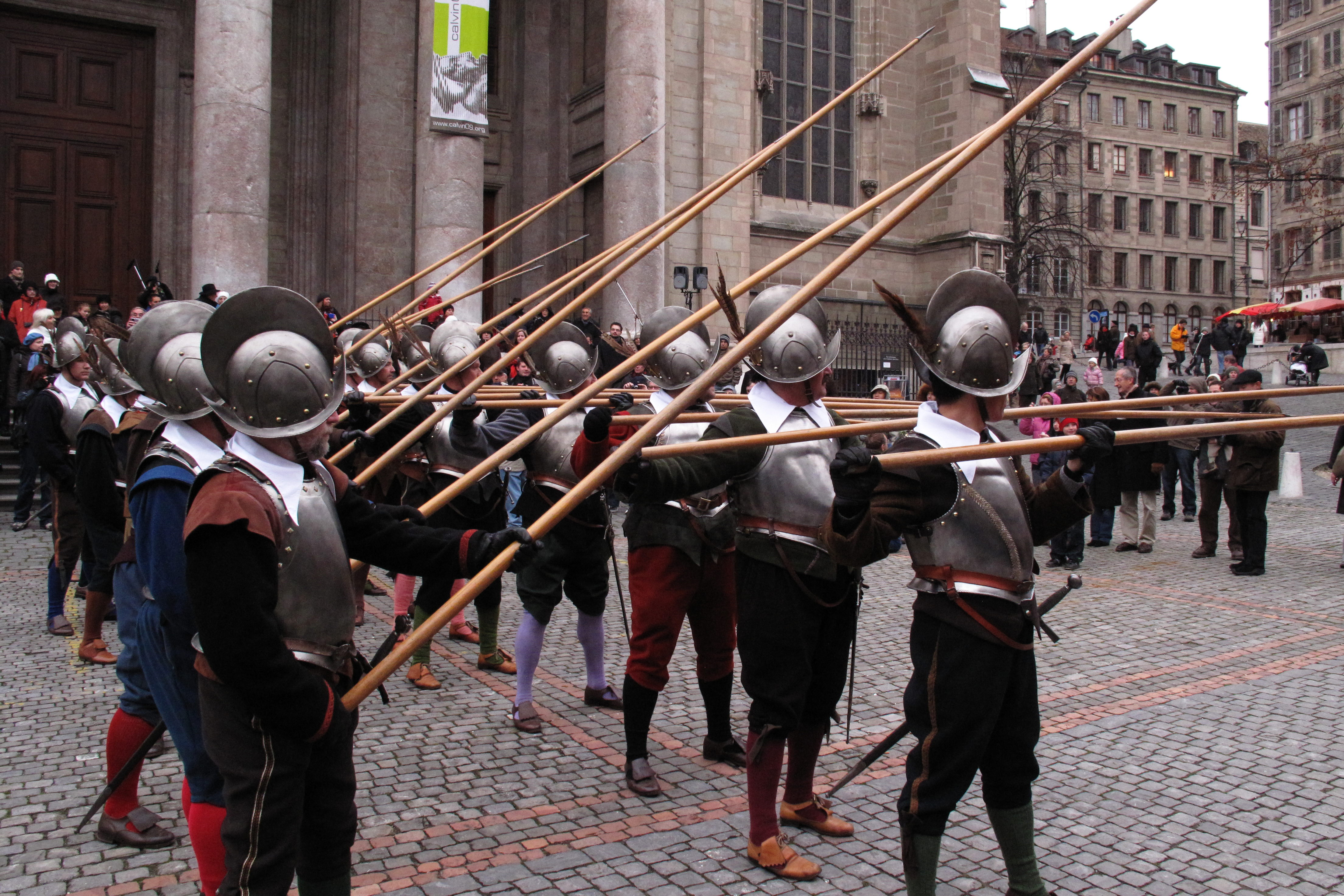
Перша шеренга тримає піки до бою (charge pike), друга в положенні готовності (port pike, також використовувалося на марші для проходження низьких арок, звідси назва). У реальності «до бою» утримували свою зброю перші 3 — 5 шеренг (вістря пік яких виступали за фронт шикування), а наступні за ними в положенні «догори», щоб не поранити бійців спереду своїми наконечниками

Пікіне́р (від нім. Pikenier; в Україні також називалися списниками) — вид піхоти в європейських арміях XVI — початку XVIII ст., озброєної переважно 5-6 метровими піками (на відміну від стрільців — мушкетерів і аркебузирів, озброєних вогнепальною зброєю). Злагоджено діюче шикування пікінерів становило грізну силу в обороні, але відрізнялося низькою мобільністю при атаці.

## Історія
Піхотинці з довгими списами стали застосовуватися з XIV століття: для протидії важкій лицарській кавалерії. З розвитком вогневого бою необхідність мати пікінерів у бойових порядках викликалася вразливістю стрільців (аркебузирів, надалі мушкетерів) до кавалерійської холодної зброї, їхньою малою придатністю для рукопашного бою (з холодної зброї вони мали тільки шпаги й кинджали). Велика вага ранньої аркебузи й мушкета утрудняла створення на їх основі комбінованої зброї, тому доводилося залучати для захисту стрільців окремих солдатів з держаковою зброєю.
Число пікінерів у бойових шикуваннях постійно зменшувалося на користь мушкетерів. У XVII ст. з появою багнета піші стрільці (мушкетери, фузилери, гренадери) стали виконувати водначас функції списників, тому бойові порядки мали менше потреби в пікінерах; нарешті на початку XVIII ст. піші пікінери зникли. Тим не менш, піка продовжувала залишатися зброєю деяких родів кінноти (козаків, уланів) до XX століття.
У Московському царстві списники з'явилися в середині XVI століття і входили до складу стрілецького війська. У полках нового ладу пікінери становили половину піхоти й були озброєні 2-сажневими (4-метровими) піками. У петрівській армії в 1700 р. з пікінерів складалися перші шереги піхотних полків, у 1720 р. їхнє число зменшується до 150 на кожний полк. У 1724 р. всі пікінери отримують рушниці з багнетами, а піки здаються в цейхгаузи, де вони залишаються як зброя воєнного часу (як і рогатки) до 1763 р., після чого остаточно скасовуються.

## Тактика бою
Пікінери діють переважно загонами, лініями або групами (баталія, терція). Вони ефективні в обороні проти загонів ближнього бою, кавалерії і становлять для них грізну силу. Недоліком пікінерів є їх низька мобільність, вони практично не придатні для штурму, дуже вразливі до зброї дальнього бою. Для будь-якого пікінера було потенційно небезпечно підпускати свого ворога занадто близько, оскільки піка практично не придатна для ближнього бою, що змушувало пікінерів кидати свою піку і використовувати запасну зброю.

## Озброєння
- Піка

Допоміжна зброя до піки
- Базелард — кинджал, активно використовувався швейцарцями
- Кацбальгер — короткий меч, активно використовувався ландскнехтами

Допоміжна зброя для пікінерів задніх рядів
- Алебарда
- Гогендаг

У пізніший час (XVII—XVIII ст.) пікінери мали як допоміжну зброю шпагу і пістолет.

## Зброя для протидії пікінерам
- Глефа — холодна зброя, призначена для боротьби з пікінерами
- Дворучник — меч, активно використовувався ландскнехтами для перерубування пік
  - Нодаті — величезний японський меч (більше катани), що використовувався з тією ж метою
- Баклер — щит-кастет, що використовувався іспанцями в парі з коротким мечем для прослизання під піками